# حادث سيلكو
حادث سيلكو ينطوي على اختطاف الأسرة البلجيكية الفرنسية هوتكينز-كيتس من قبل الحكومة الليبية من يختهم سيلكو في مياه البحر الأبيض المتوسط في 1 أغسطس 1985. تم احتجاز الجزء البلجيكي للأسرة لمدة خمس سنوات تقريبا من الأسر في ليبيا ولكن تم الإفراج عنهما بعد الإفراج عن سعيد النصر (الذي أدين في مطلع عقد 1980 لإلقاء قنبلة يدوية على مجموعة من الأطفال اليهود في أنتويرب في الهجوم على مخيم أنتويرب الصيفي 1980) في القاهرة عاصمة مصر في 12 يناير 1991. تم الإفراج عن الجزء الفرنسي من الأسرة في وقت سابق إلى حد ما عندما تفاوضت الحكومة الفرنسية على حريتها مع الحكومة الليبية.